# Форсаж (серія фільмів)
«Форсаж» (англ. The Fast and the Furious; — «Швидкі та люті») — американська медіафраншиза, що складається на даний момент з одинадцяти повнометражних і двох короткометражних фільмів, випущених з 2001 по 2023 роки. Є найбільш прибутковою франшизою студії Universal — загальні збори всіх частин складають 6,6 млрд доларів.

## Фільми

### Форсаж
Головний герой — поліцейський під прикриттям Браян О'Коннер (Пол Вокер). Його мета — бути прийнятим в автобанду легендарного вуличного гонщика Домініка Торетто (Він Дізель), якого підозрюють у нападах на вантажівки з побутовою технікою.

### Подвійний форсаж
Колишній поліцейський Браян О'Коннер (Пол Вокер) разом зі своїм старим другом Романом Пірсом (Тайріз Гібсон) збираються перевезти велику суму «брудних» грошей відомого мафіозі Картера Вероні (Коул Хаузер) як його підручні. Але насправді ця робота є лише черговим прикриттям для Браяна, який разом з таємним агентом Монікою Фуентес (Єва Мендес) повинні звинуватити могутнього злочинця.

### Токійський дрифт
Шон Босуелл (Лукас Блек) — самотній хлопець, який хоче здаватися профі вуличних перегонів. Він відчайдушно ганяється по вулицях міста, намагаючись втекти від життєвих негараздів і наживаючи собі ворогів серед місцевих можновладців. Коли Шону загрожує в'язниця, його від гріха подалі відсилають до батька — військового, який служить в Японії.
У незнайомій країні, що живе за своїми законами, Шон відчуває себе ще більшим відлюдником. Однак незабаром його американський приятель Твінкі (Бау Вау) знайомить його зі світом підпільного дрифт-рейсингу. Раніше Шон просто ганяв вулицями, а тут перед ним відкрився цілий світ своєрідного мистецтва з металу і гуми, дороги якого виявилися неймовірно круті на поворотах.

### Форсаж 4
Фільм збирає разом головних героїв першого фільму: поліцейського Браяна (Пол Вокер) і сім'ю Домініка Торетто (Він Дізель) — сестру Мію (Джордана Брюстер) і його дівчину Летті (Мішель Родрігес ). Цього разу Домініку і Браяну доведеться попрацювати разом — їм належить влитися в довіру до відомого наркобарона на ім'я Артуро Брага (Джон Ортіс). У кожного з героїв свій резон, щоб покарати лиходія.

### Форсаж 5
Браян О'Коннер (Пол Вокер), тепер вже не поліцейський, і Домінік Торетто (Він Дізель) занадто сильно захопилися життям поза законом. Після того, як Браян і Міа Торетто (Джордана Брюстер) звільнили Домініка, вони не ризикують довго затримуватися на одному місці, тому що є бажаною здобиччю для незадоволених копів. Їхньою метою стає Ріо-де-Жанейро, де їх зустрічає старий знайомий — друг дитинства Домініка Вінс (Метт Шульц). Команда мимоволі переходить дорогу місцевому кримінальному авторитету Ернану Рейсу (Жоакім ді Алмейда), який тримає під контролем все місто. В той же час, за головними героями починають полювання можновладці на чолі з Люком Гоббсом (Двейн Джонсон) — елітним спецагентом-професіоналом.

### Форсаж 6
Агент Люк Гоббс (Двейн Джонсон) намагається зловити команду смертельно небезпечних найманців-водіїв, які орудують в Лондоні. Один з членів цієї організації — Летті Ортіс (Мішель Родрігес), колишня кохана Домініка (Він Дізель), яку вважали загиблою. Гоббс змушений звернутися за допомогою до Торетто і його людей, єдина мета яких — повернути Летті в «сім'ю».

### Форсаж 7
Убивши Хана (Sung-Ho Kang), Деккард Шоу (Джейсон Стейтем) мріє покарати всю команду, винну у загибелі його брата Оуена, якого Домінік і Гоббс знищили в попередній частині.

### Форсаж 8
23 квітня 2015 року Він Дізель на заході CinemaCon оголосив дату виходу восьмого фільму франшизи — 14 квітня 2017 року. Прем'єра стрічки в Україні відбулася 13 квітня 2017 року. Фільм розповідає про Домініка Торетто, який зраджує власну сім'ю й команду.
Домінік і компанія втомилися від пригод. Торетто вирішив осісти в Гавані, де остаточно зійшовся з Летті. Парочка насолоджується медовим місяцем, але час від часу Дом повертається до колишніх забав, беручи участь в імпровізованих перегонах.
Одного разу зустріч з ним підлаштовує якась Сайфер - дуже могутня жінка, яка вміє переконувати. Незнайомка показує герою пару знімків, і ось він уже готовий перервати відпустку. Нічого не кажучи своєму оточенню, Торетто починає працювати на Сайфер.
Приблизно в той же момент Люк Хоббс направляється на таємну операцію по захопленню засекреченого військового винаходу. Оскільки операція схвалена неформально, в разі провалу агент залишиться без підтримки. Домінік повинен допомогти в досягненні мети, але зраджує товаришів і віддає знахідку Сайфер. Люк потрапляє до в'язниці, де вступає в угоду з Деккардом, маючи намір вибратися і розібратися в тому, що трапилося. 

### Форсаж: Гоббс та Шоу
Деккард Шоу і Люк Гоббс - давні вороги, які не злюбили один одного з першого погляду. Як в такому випадку їхні прізвища виявилися поруч в назві фільму «Форсаж: Гоббс і Шоу»?! Все просто і складно водночас.
Незадовго до того, як цим крутим хлопцям довелося стати напарниками, сестра Шоу перейшла дорогу дуже небезпечній людині. Біологічно модифікованому чоловіку, якщо точніше. Вона вкрала у Брекстона вірус, який здатний знищити половину людства. І тепер він, природно, прагне його повернути.
Шоу вважає, що раз в справі замішана його сестра, то це справа - сімейна. Але Гоббс вважає, що вона поставила під загрозу весь світ, а значить, це тепер і його справа. Навіть в цьому питанні вони не можуть дійти згоди ... З урахуванням того, що працює дівчина на МІ-6, з цим складно не погодитися.

### Форсаж 9: Нестримна сага
Вихід фільму Форсаж 9 відбувся на 25 червня 2021 року. У фільмі знялися Він Дизель, Двейн Джонсон, Джейсон Стейтем, Мішель Родрігес, Тайріз Гібсон, Кріс Бріджес, Лукас Блек.
Зовсім недавно Домініку довелося піти проти коханих і рідних, щоб врятувати свого сина з рук кібертеррористки Сайфер. Чарівна блондинка довгий час могла "керувати" Домініком, однак відважний гонщик зумів перехитрити і здолати злісну інтелектуалку. Ось тільки Сайфер зуміла сховатися. Через деякий час Торетто знову зустрічає колишню викрадачку свого сина, що тягне за собою безліч наслідків. Також герою фільму доводиться знову зустрітися з місіс Шоу - матір'ю Декарда і Оуена. Неймовірні зустрічі і несподівані події приводять до того, що легендарним гонщикам позачерговий раз доводиться об'єднати зусилля і дати відсіч нещадному ворогові. Імпульсивні чоловіки і чарівні красуні знову сідають за кермо швидкісних автомобілів, готуючись виконувати дорожній форсаж. 

### Форсаж 10
Вихід фільму Форсаж 10 відбувся 19 травня 2023 року.
Сім'я повертається. У житті її членів було все: небезпека, сумніви, недовіра, біль втрати та радість появи новонароджених, а також швидкість, драйв та адреналін. Всі стали старшими і мудрішими, залишивши колишній азарт і непокірність далеко в минулому. Незважаючи на пережиті життєві події, вони зберегли любов, порозуміння та повагу один до одного та до оточуючих. Цього разу доля приготувала героям фільму «Форсаж 10» нові захоплюючі пригоди та не менш складні випробування. Чи зможуть вони гідно впоратися з майбутніми подіями, не втративши близьких та дорогих серцю людей? Адже суперник з минулого втратив вже дуже багато і готовий мстити за свою втрату.

## Короткометражні фільми
- Перша короткометражка називається «Turbo-Charged Prelude». У ній розповідається про Браяна О'Конера в проміжку між першим і другим фільмом, головний герой збирає на Nissan Skyline GT-R. До обох фільмів на ліцензійних DVD короткометражка була додана як додатковий матеріал.
- Інший короткометражний фільм — «Бандити» (англ. Los Bandoleros), був знятий Віном Дізелем в Домініканській республіці влітку 2008. У ньому розповідається про те, як зустрілися головні герої четвертого «Форсажу». Короткометражка була включений в реліз фільму на ліцензійних DVD.

## Актори та персонажі
Він Дізель, Пол Вокер, Двейн Джонсон, Джейсон Стетхем